# جون بورنس
جون بورنس (بالإنجليزية: John Burns)‏ (4 ديسمبر 1977 بدبلن في جمهورية أيرلندا - ) هو لاعب كرة قدم أيرلندي في مركز الوسط. شارك مع منتخب جمهورية أيرلندا تحت 21 سنة لكرة القدم. أما مع النوادي، فقد لعب مع نادي بريستول سيتي ونادي بيرتن ألبيون ونادي شيلبورن ونادي كارلايل يونايتد ونوتينغهام فورست وHucknall Town F.C. ‏ وHinckley Town F.C. ‏ وإيكستون تاون ‏.

## وصلات خارجية
- جون بورنس على موقع قاعدة بيانات كرة القدم.إي يو (الإنجليزية)